# Nyköpings västra församling
Nyköpings västra församling var en församling i Strängnäs stift och i Nyköpings kommun i Södermanlands län. Församlingen uppgick 1953 i Nyköpings Sankt Nicolai församling.

## Administrativ historik
Församlingen har medeltida ursprung och var till 1953 moderförsamling i ett pastorat med Sankt Nicolai församling. Församlingen uppgick 1953 i Nyköpings Sankt Nicolai församling.

## Kyrkoherdar
| Ämbetstid | Namn                                    | Levnadstid | Övrigt                                   |
| --------- | --------------------------------------- | ---------- | ---------------------------------------- |
| 1234–1239 | Petrus                                  |            |                                          |
| 1283      | Kettilvast                              |            |                                          |
| 1294      | Peter                                   |            |                                          |
| 1303–1305 | Turgillus                               |            |                                          |
| 1324–1341 | Karl                                    |            |                                          |
| 1350–1352 | Menardus rector                         |            |                                          |
| 1354      | Sigge                                   |            |                                          |
| 1402–1403 | Ascer I. Assar                          |            |                                          |
| 1422      | Sveno                                   |            |                                          |
| 1463–1496 | Lars Birgersson                         |            |                                          |
| 1505–1518 | Lars                                    |            |                                          |
| 1529      | Mikaël Kristierni                       |            |                                          |
| 1543–1544 | Jacobus I. Ericus Pauli (Carolus Pauli) |            |                                          |
| 1553      | Herr Joën                               |            |                                          |
| 1561–1568 | Lukas                                   |            |                                          |
| 1581–1585 | Martinus Olai Helsingus                 |            |                                          |
| 1585–1586 | Petrus Jonæ Helsingus                   | 1538–1607  | Senare biskop i Strängnäs stift.         |
| 1586–1587 | Christophorus Jonae                     |            |                                          |
| 1587–1592 | Henricus Alsikius                       | –1592      |                                          |
| 1593–1601 | Olaus Martini                           | 1557–      | Senare ärkebiskop i Uppsala stift.       |
| 1602–1604 | Henricus Edvardi Zynthius               | –1652      | Senare kyrkoherde i Alfta församling.    |
| 1604–1627 | Isak Rothovius                          | 1572–1652  | Senare biskop i Åbo stift.               |
| 1627–1636 | Ericus Fabricius                        | –1636      |                                          |
| 1638–1647 | Johannes Magni Westhius                 | –1647      | Kontraktsprost.                          |
| 1648–1651 | Zacharias Klingius                      | 1610–1671  | Senare superintendent i Göteborgs stift. |
| 1651–1673 | Andreas Magni Julinus                   | 1598–1673  | Kontraktsprost.                          |
| 1679–1681 | Abraham Nicolai Walingius               | 1641–1681  |                                          |
| 1683–1685 | Olaus Erici Rosendalius                 | 1642–1685  |                                          |
| 1685–1693 | Magnus Johannis Melander                | 1630–1693  |                                          |
| 1693      | Johannes Benedicti Ullberg              | –1693      |                                          |
| 1694–1713 | Chrispin Insulander                     | 1660–1713  | Kontraktsprost.                          |
| 1713–1721 | Josef Thun                              | 1661–1721  |                                          |
| 1723–1732 | Ericus Andreae Forss                    | 1665–1732  |                                          |
| 1734–1752 | Andreas Samuelis Pihl                   | 1679–1752  | Kontraktsprost                           |
| 1754–1760 | Johannes Erici Magelius                 | 1698–1760  | Kontraktsprost.                          |
| 1763–1779 | Gabriel Kolmodin                        | 1707–1779  |                                          |
| 1781–1815 | Johan Peter Dahlberg                    | 1750–1815  | Kontraktsprost.                          |
| 1817–1830 | Nils Hallström                          | 1760–1830  |                                          |
| 1833–1863 | Olof Erland Rogberg                     | 1787–1863  | Kontraktsprost.                          |
| 1865–1898 | Harald Ahlberger                        | 1817–      | Kontraktsprost.                          |

## Kyrkor
- Sankt Nicolai kyrka